# Dekanat sołniecznogorski
Dekanat sołniecznogorski – jeden z 48 dekanatów eparchii moskiewskiej obwodowej Rosyjskiego Kościoła Prawosławnego. Obejmuje cerkwie położone w rejonie sołniecznogorskim obwodu moskiewskiego. Funkcjonują w nim trzy cerkwie parafialne miejskie, dwadzieścia cerkwi parafialnych wiejskich, jedenaście cerkwi filialnych, cerkiew domowa, cerkiew-baptysterium i siedem kaplic.
Funkcję dziekana pełni protojerej Antoni Tirkow.

## Cerkwie w dekanacie[1]
- Cerkiew św. Serafina z Sarowa w Ałabuszewie
- Cerkiew św. Mikołaja w Aleksiejewskim
- Cerkiew Wszechmiłującego Zbawiciela w Andriejewce

Cerkiew św. Łukasza (Wojno-Jasienieckiego) w Andriejewce
Cerkiew-baptysterium Ikony Matki Bożej „Znak”
- Cerkiew św. Michała Archanioła w Wiertlinie

Cerkiew św. Eliasza w Wiertlinie
- Cerkiew św. Ireny w Golikowie
- Cerkiew Opieki Matki Bożej w Gołowkowie

Cerkiew Odnowienia Świątyni Zmartwychwstania Pańskiego w Jerozolimie w Gołowkowie
- Cerkiew Ikony Matki Bożej „Znak” w Gołubym
- Cerkiew św. Agapita Pieczerskiego w Gołubym

Kaplica Włodzimierskiej Ikony Matki Bożej
- Cerkiew św. Jerzego w Gołubym
- Cerkiew Narodzenia Matki Bożej w Ljałowie

Cerkiew Przemienienia Pańskiego w Ljałowie
Cerkiew domowa św. Jana Ruskiego w Ljałowie
- Cerkiew Opieki Matki Bożej w Myszeckim
- Cerkiew Opieki Matki Bożej w Nowej

Cerkiew św. Cierpiętnika Carewicza Aleksego w Nowej
Cerkiew św. Julii w Nowej
- Cerkiew Zaśnięcia Matki Bożej w Obuchowie

Kaplica św. Sergiusza z Radoneża
Kaplica św. Dymitra Sołuńskiego
- Cerkiew Narodzenia Matki Bożej w Powarowie

Cerkiew św. Jerzego w Powarowie
- Cerkiew Smoleńskiej Ikony Matki Bożej w Podolinie
- Cerkiew Narodzenia Matki Bożej w Pojarkowie

Cerkiew Ikony Matki Bożej „Znak” w Pojarkowie
Kaplica Iwerskiej Ikony Matki Bożej
Kaplica św. Łukasza (Wojno-Jasienieckiego)
Kaplica św. Sergiusza z Radoneża
- Cerkiew Opieki Matki Bożej w Ruzinie
- Cerkiew św. Aleksego w Sieriednikowie
- Cerkiew św. Mikołaja w Sołniecznogorsku

Cerkiew Ikony Matki Bożej „Znak” w Sołniecznogorsku
Cerkiew św. Aleksandra Newskiego w Sołniecznogorsku
- Cerkiew Kazańskiej Ikony Matki Bożej w Sołniecznogorsku
- Cerkiew Wszechmiłującego Zbawiciela w Sołniecznogorsku

Cerkiew Wszystkich Świętych Ziemi Ruskiej w Sołniecznogorsku
- Cerkiew św. Michała Archanioła w Tarakanowie

Kaplica św. Mikołaja Piatnickiego
- Cerkiew Trójcy Świętej w Czasznikowie